# Асеновци
Асеновци (болг. Асеновци) — село в Болгарии. Находится в Плевенской области, входит в общину Левски. Население составляет 1629 человек.

## Политическая ситуация
В местном кметстве Асеновци, в состав которого входит Асеновци, должность кмета (старосты) исполняет Стефан Петров Личев (коалиция в составе 3 партий; Движение «Георгиев день», Болгарская социал-демократия (БСД), Болгарская социалистическая партия (БСП)) по результатам выборов.
Кмет (мэр) общины Левски — Георги Евлогиев Караджов (коалиция в составе 3 партий; Демократы за сильную Болгарию (ДСБ), ВМРО — Болгарское национальное движение, Земледельческий народный союз (ЗНС)) по результатам выборов.